# Albina Africano
Pour les articles homonymes, voir Africano.
Albina Faria de Assis Pereira Africano (née en 1945) est une chimiste et femme politique angolaise. Elle a occupé de nombreux postes, dont Ministre du Pétrole et de l'Industrie dans le gouvernement de l'Angola, Conseillère Spéciale du Président pour les Affaires Régionales, et Présidente du Conseil d'Administration de Sonangol.

## Enfance
Albina Africano est née le 3 juin 1945 à Luanda, à l'époque la capitale de la colonie portugaise de l'Angola. Africano sort diplômée de l'Institut Industriel de Luanda en 1967.
En 1972, trois ans avant l'indépendance de l'Angola en 1975, Africano commence à étudier à Luanda. Elle obtient son premier B. A. en chimie à l'Université Agostinho Neto en 1982. Elle se spécialise dans les sciences de la production de pétrole, effectuant une partie de ses études et stages à Anvers (1984), l'Institut Lindsey des Sciences du pétrole en France (1987), et le College of Petroleum and Energy Studies à Oxford (1989) au Royaume-Uni.

## Carrière
En plus de ses études, Africano travaille comme enseignante (1968-1975). Après l'indépendance en 1975, elle est devenue directrice des analyses chimiques au Laboratoire National d'Analyse Chimique de l'Angola, où elle reste jusqu'en 1983.
Africano rejoint alors la raffinerie angolaise Fina Petroleum (Fina-Angola), où elle travaille pendant deux ans en tant que chimiste, avant d'être promue Directrice Adjointe du Département Raffinerie de Fina pour l'Angola (1985-1991). De 1991 à décembre 1992 août, elle préside le conseil d'administration de la société pétrolière d'état, Sonangol. En 1992, l'Angola organise ses premières élections multipartites, et Africano rejoint le gouvernement, où elle a dirigé l'entreprise pétrolière jusqu'en 1999,.

Elle est membre de longue date du Mouvement populaire de libération de l'Angola (MPLA). Elle occupe au sein du gouvernement le poste de Ministre du Pétrole et de Ministre de l'Industrie, avant de devenir Conseillère Spéciale du Président pour les Affaires Régionales,
. 
Elle est nommée Commissaire Générale du Pavillon de l'Angola à l'Exposition universelle de 2015 de Milan et elle est élue présidente du comité de pilotage de l'ordre des Commissaires Généraux de l'Expo Milan 2015,,.
Elle est également Présidente de la Banque alimentaire de l'Angola.
« C'est notre devoir de fournir à notre peuple davantage de ressources pour soutenir les politiques nationales visant à maximiser le potentiel des traditions culturelles et de la nourriture locale. It is our duty to give our people more resources to support national policies aimed at maximising the potential of cultural traditions and local food. Albina Assis Africano, 2015 ».

## Prix et distinctions
En 2015, Albina Africano reçoit le Prémio Feminina - un prix pour les femmes lusophones auteures de réalisations exceptionnelles. Le prix est décerné par Matriz Portuguesa.